# Křížení

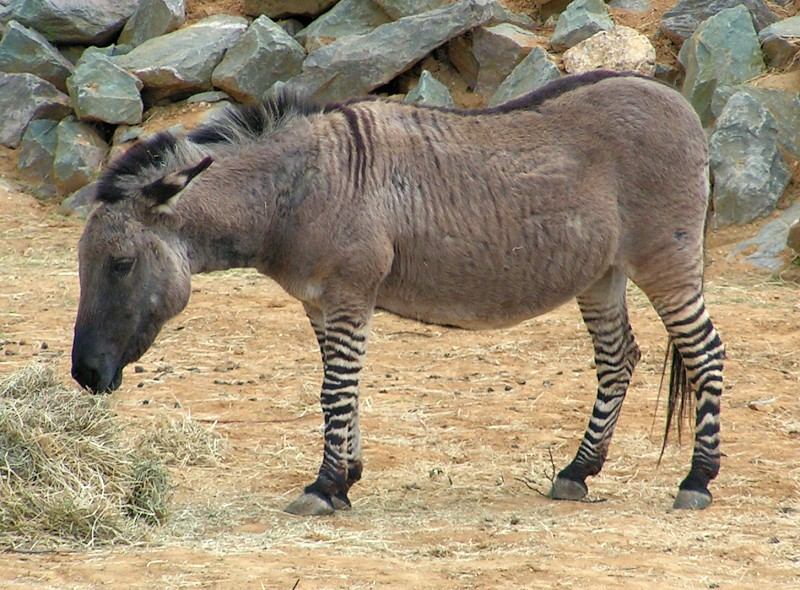
Zebroid – kříženec mezi zebrou a oslem

Křížení či hybridizace je termín označující rozmnožování jedinců dvou různých druhů, případně odrůd organismů; potomek smíšeného páru je poté označován jako kříženec (hybrid). Mezidruhoví kříženci jsou většinou neplodní nebo je jejich plodnost výrazně nižší než u potomků jednodruhových párů. V některých případech může hrát křížení důležitou roli v evoluci (vznik nových druhů, splývání druhů dočasně izolovaných).[zdroj?]
V rostlinné a živočišné výrobě je hybridizace používána s cílem zvýšit výkonnost živočichů či rostlin s využitím neaditivních složek dědivosti (heterózní efekt, maternální či paternální efekt atd.). Obvykle je používána u vlastností s nižší dědivostí. V živočišné výrobě je hybridizace nejčastěji využívána k produkci jatečných prasat, prasniček do rozmnožovacích chovů (nejčastěji plemeno české bílé ušlechtilé prase s plemenem landrasse), kanců do C pozice (různá otcovská plemena prasat). Hybridizace též nachází velké využití v produkci nosnic a kuřat k výkrmu kura domácího a krůty (konkrétní plemena použitá k hybridizaci jsou často firemním tajemstvím). V chovech skotu a koní je hybridizace využívána minimálně. V rostlinné výrobě se hybridizace využívá nejvíce k tvorbě hybridních odrůd kukuřice a pšenice.
V molekulární biologii znamená pojem hybridizace proces spojení dvou komplementárních řetězců DNA podle pravidel o párování bází. Tímto způsobem lze napojit specifickou sondu se zkoumaným vláknem DNA.

## Druhy hybridismu

### Monohybridismus
Křížení jedinců, u kterých si všímáme jen jednoho znaku. Například barvy semene, nebo jenom tvaru semene. Je to nejjednodušší způsob křížení.

### Dihybridismus
Křížení jedinců, u kterých si všímáme dvou znaků. Například barvy a zároveň i tvaru plodu. Tento druh křížení je složitější, ale přináší nám výsledky týkající se více sledovaných znaků.

### Polyhybridismus
Jedná se o křížení, u kterého si všímáme mnoha znaků. Polyhybrid je pak kříženec, jehož rodiče mají mnoho rozdílných charakteristik (liší se ve větším počtu párů alel), tento jedinec je několikanásobný heterozygot.

## Způsoby dominance alely

### Úplná dominance
Úplnou dominancí rozumíme kombinaci úplně dominantní a úplně recesivní alely. Výsledný znak potomka určuje úplně dominantní alela, zatímco úplně recesivní alela ustupuje. Zkřížíme-li tedy jedince černého s jedincem bílým a je-li úplně dominantní alelou alela černá, potomek bude mít černou barvu.
Dalšímu svému potomku předává úplně dominantní alelu.

### Neúplná dominance
Neúplnou dominancí rozumíme kombinaci částečně dominantní a částečně recesivní alely. Výsledný znak ovlivňují obě alely. Zkřížíme-li tedy jedince černého s jedincem bílým a jsou-li alely částečně dominantní a částečně recesivní, potomek bude mít šedivou barvu.
Dalšímu svému potomku však předává alelu částečně dominantní či částečně recesivní.

## Příklady některých kříženců
Lvi a tygři:
- liger (ligron) – kříženec lva a tygřice
  - liliger (li-liger) – kříženec lva a ligřice
  - tiliger (ti-liger, tig-liger) – kříženec tygra a ligřice
- tigon (tion, tigron či tiglon) – kříženec tygra a lvice
  - litigon (li-tigon) – kříženec lva a samice tigona
  - titigon (ti-tigon) – kříženec tygra a samice tigona

Koňovití:
- mezek – kříženec koňského hřebce a oslice
- mula – kříženec osla a klisny
- zebroid – kříženec zeber s jinými koňovitými

Přežvýkaví:
- kříženci ovcí a koz